# Grand Opening and Closing
Grand Opening and Closing è il primo album degli Sleepytime Gorilla Museum.
Uscito il 30 ottobre del 2001 per la Seeland Records e la Chaosophy Records, è stato riedito il 5 settembre del 2006 dalla End Records con tre bonus tracks.
Registrato e Missato da Dan Rathbun al Polymorph Recordings, Oakland CA, tra il 1999 e il 2001.
Prodotto da Dan Rathbun e il MUSEUM.
Flinch e More Time sono state registrate nel 2006.

## Tracce
1. Sleep is Wrong (6:35)
2. Ambugaton (5:38)
3. Ablutions (6:05)
4. 1997 (4:48)
5. The Miniature	(:59)
6. Powerless (9:30)
7. The Stain (6:46)
8. Sleepytime(1:16)
9. Sunflower (7:52)
10. More Time (2:48)
11. Flinch (4:46)
12. Powerless (live 01/06/06) (9:42)

## Formazione
- Carla Kihlstedt - violino, voce
- Dan Rathbun - basso
- Nils Frykdahl - voce, chitarra
- Matthias Bossi - batteria
- Michael Mellender - percussioni
- Moe! Staiano - percussioni
- David Shamrock - batteria, pianoforte
- Frank Grau - batteria